# Flagge der Vatikanstadt
Die Flagge der Vatikanstadt (italienisch Bandiera della Città del Vaticano) besteht aus zwei parallelen senkrechten Streifen: links einem gelben, rechts einem weißen. Die Flagge des Heiligen Stuhls ist heute identisch mit der der Vatikanstadt.

## Beschreibung
Artikel 23 Abs. 1 des Grundgesetzes des Staates der Vatikanstadt vom 7. Juni 2023 gibt an:

“La bandiera dello Stato della Città del Vaticano è costituita da due campi divisi verticalmente, uno giallo aderente all’asta e l’altro bianco, e porta in quest'ultimo la tiara con le chiavi, il tutto secondo il modello, che forma l’allegato A della presente Legge.”

„Die Flagge des Staates der Vatikanstadt besteht aus zwei senkrecht geteilten Feldern, ein am Fahnenmast hängendes gelbes Feld und ein weißes, das die Tiara mit den Schlüsseln darstellt, alles nach dem Modell, das Anhang A dieses Gesetzes bildet.“

Die Tiara mit den Schlüsseln entspricht nicht – wie zu erwarten wäre – dem Wappen der Vatikanstadt, sondern dem Wappen des Heiligen Stuhls. Der Unterschied besteht darin, dass hier die quastenbesetzten Enden der roten Kordel zuerst durch die Schlüsselreiden geführt und dann um den Kreuzungspunkt der Schlüssel geschlungen werden, von wo aus sie lose senkrecht nach unten hängen.
Die Farben der Flagge (Gelb-Weiß) stehen wahrscheinlich in Verbindung mit den Schlüsseln Petri, die traditionell als goldener und silberner Schlüssel dargestellt werden. In der Heraldik ist Gelb mit Gold gleichzusetzen und Weiß mit Silber.
Die Innenseite der Tiara ist weiß. Ein weit verbreiteter Fehler, auch bei offiziellen Flaggen, ist stattdessen eine „rote Scheibe“.

## Seitenverhältnis

Variante der Flagge der Vatikanstadt (Version von 2001 bis 2023) im Seitenverhältnis 2:3

In der vexillologischen Fachliteratur wird die Flagge des Vatikans als einzige Nationalflagge neben der Schweizer Fahne angegeben, die quadratisch ist. Das Grundgesetz des Vatikanstaats zeigt im Anhang eine quadratische Flagge, ebenso die offizielle Website des Vatikanstaats. Allerdings sind, je nach Staat, auch viele Flaggen in einem Seitenverhältnis von 1:2, 2:3 oder 3:5 im Gebrauch. Hier lässt sich eine Anpassung an den ortsüblichen Standard vermuten. Auch die Nuntiatur in Berlin geht von einer nicht quadratischen Flagge aus.
So ist die quadratische Flagge de jure die offizielle Flagge, während de facto auch andere Versionen verwendet werden und daher zumindest als anerkannte Varianten angesehen werden müssen.

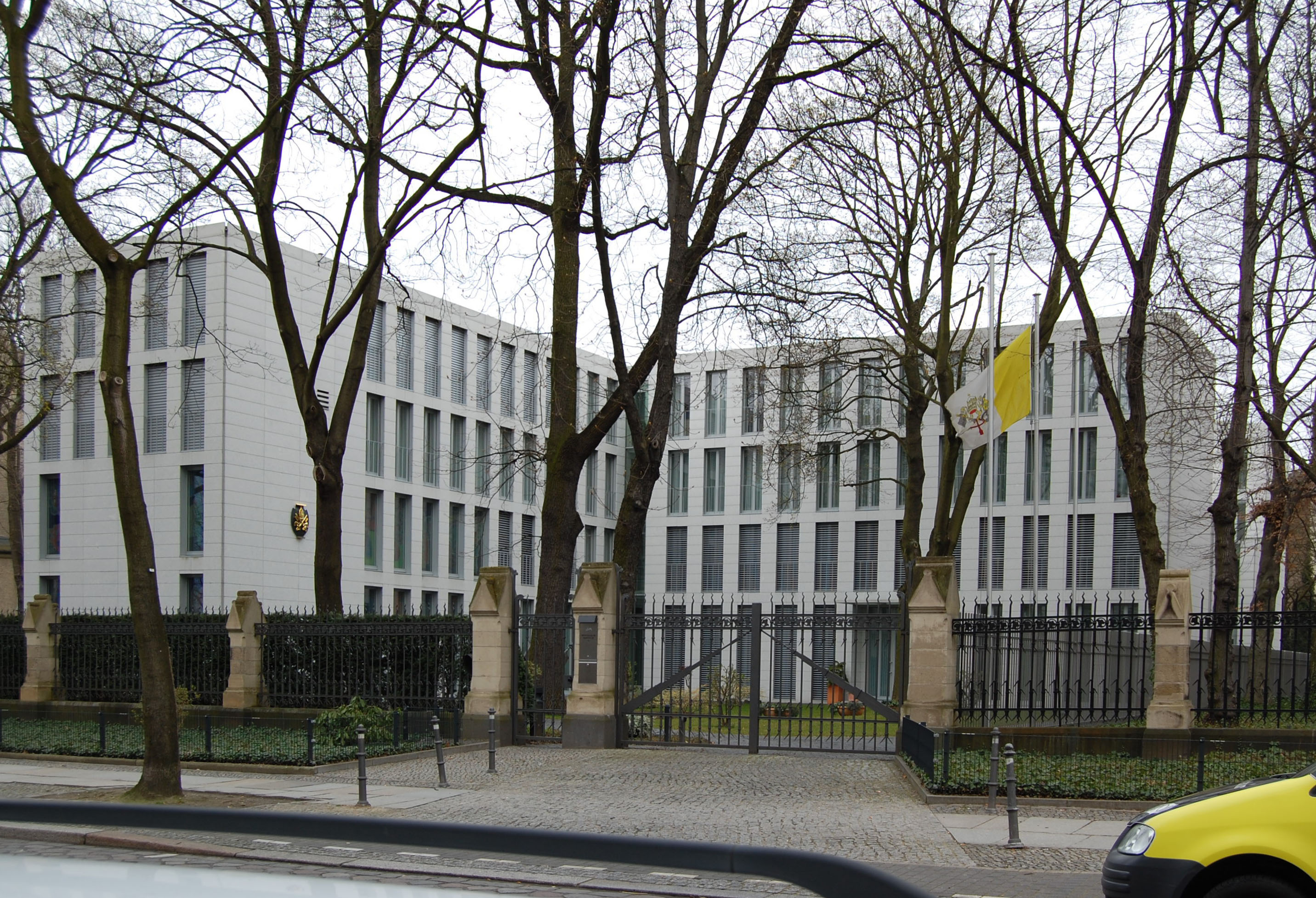
Offiziell „falsche“ Variante der Vatikanflagge vor der Apostolischen Nuntiatur in Berlin
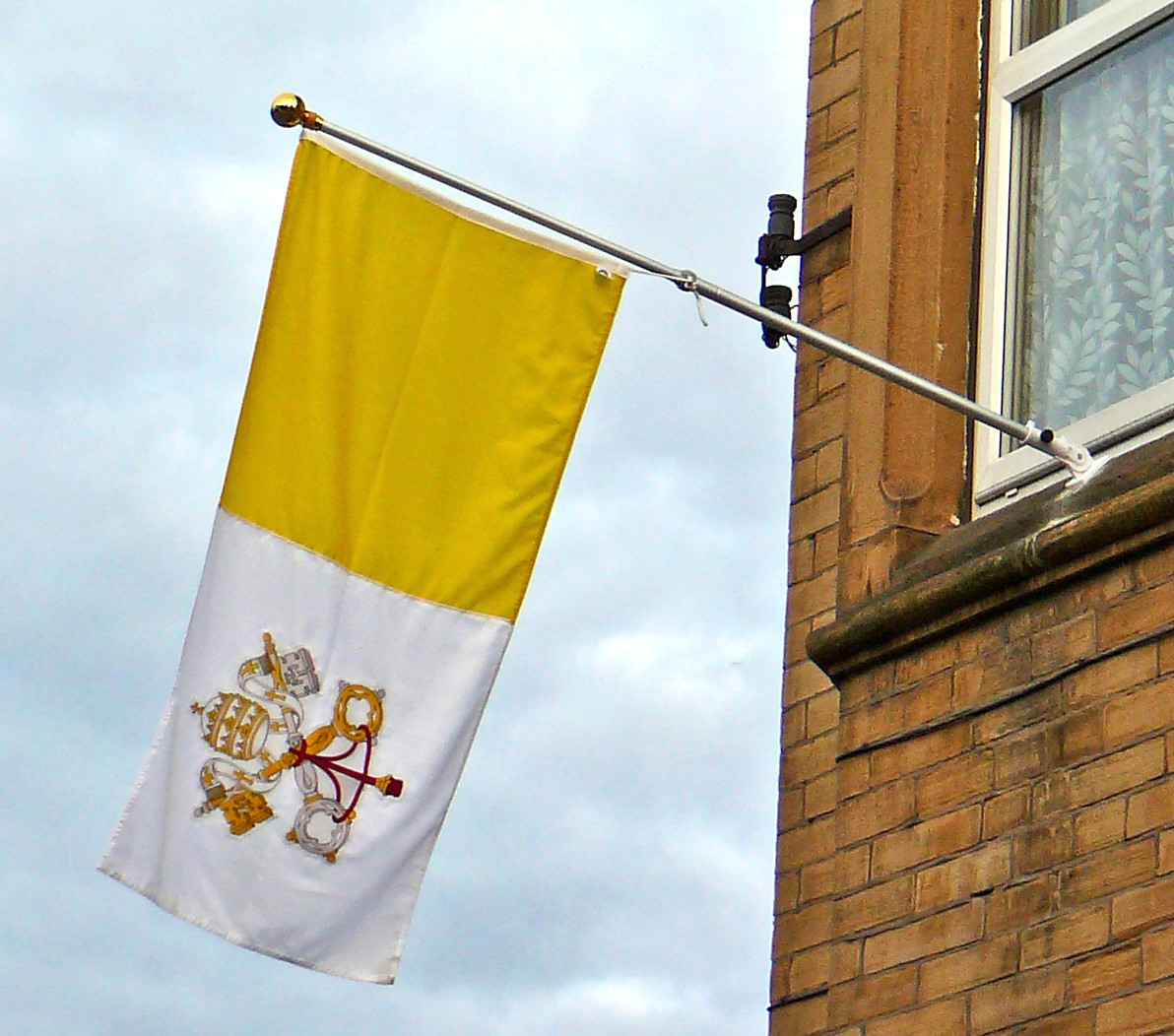
Vatikanflagge im britischen Seitenverhältnis 1:2 in Bradford
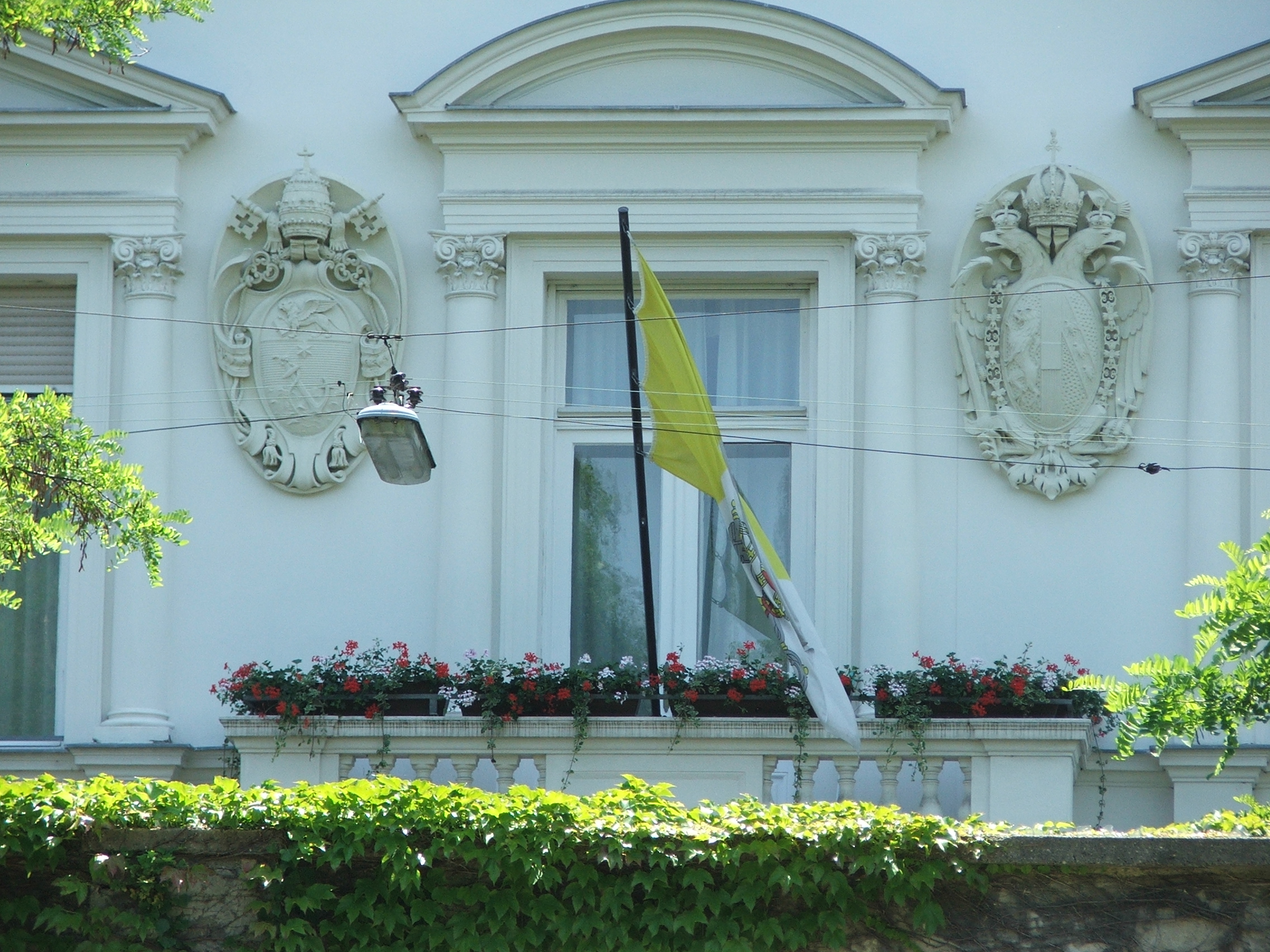
Auch die Apostolische Nuntiatur in Wien zeigt eine nicht quadratische Variante

## Frühere Flaggen
Die Entwicklung der Flagge der Vatikanstadt steht im Zusammenhang mit der wechselvollen Geschichte des Kirchenstaats. Dessen Flagge war ursprünglich rot und gelb. Die heutigen Farben Gelb und Weiß gehen auf eine Entscheidung von Papst Pius VII. im Jahr 1808 zurück. Im Zuge der Auseinandersetzung zwischen Napoleon Bonaparte und dem Kirchenstaat hatte der französische General Miollis im Februar 1808 Rom besetzt. Die päpstlichen Soldaten wurden teilweise in die französischen Streitkräfte eingegliedert und durften dort ihre rot-gelben Kokarden weiterhin tragen. Daraufhin beschloss der Papst, dass seine Nobelgarde und andere Bewaffnete, die ihm treu geblieben waren, neue Farben brauchten. Er entschied sich für Gelb und Weiß. Auf Flaggen wurden diese Farben allerdings erst später verwendet – und zwar erstmals im Jahr 1824 auf der Flagge eines Handelsschiffs, damals noch mit diagonaler Teilung der Fahne.

Flagge des Kirchenstaats (754–1803)
Flagge des Kirchenstaats (1803–1825)
Flagge des Kirchenstaats (1825–1849, 1849–1870)
Flagge des Kirchenstaats (1862–1870)
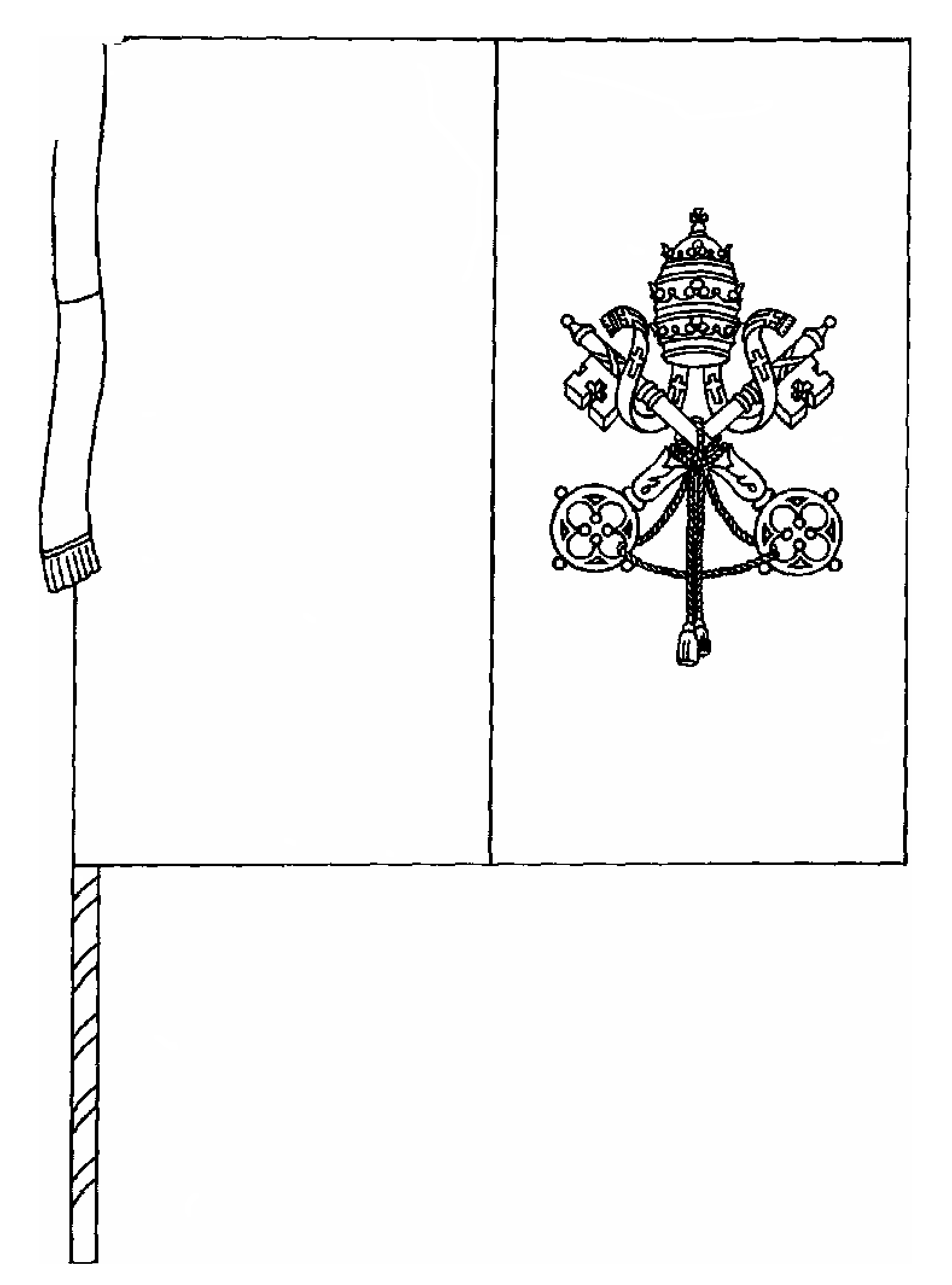
Flagge der Vatikanstadt (1929–2001, Version wie im Grundgesetz des Staates Vatikanstadt von 1929 dargestellt)
Flagge der Vatikanstadt (1929–2001)
Flagge der Vatikanstadt (2001–2023)
Flagge der Vatikanstadt (seit 2023)

## Die Flagge der Vatikanstadt auf dem Mond

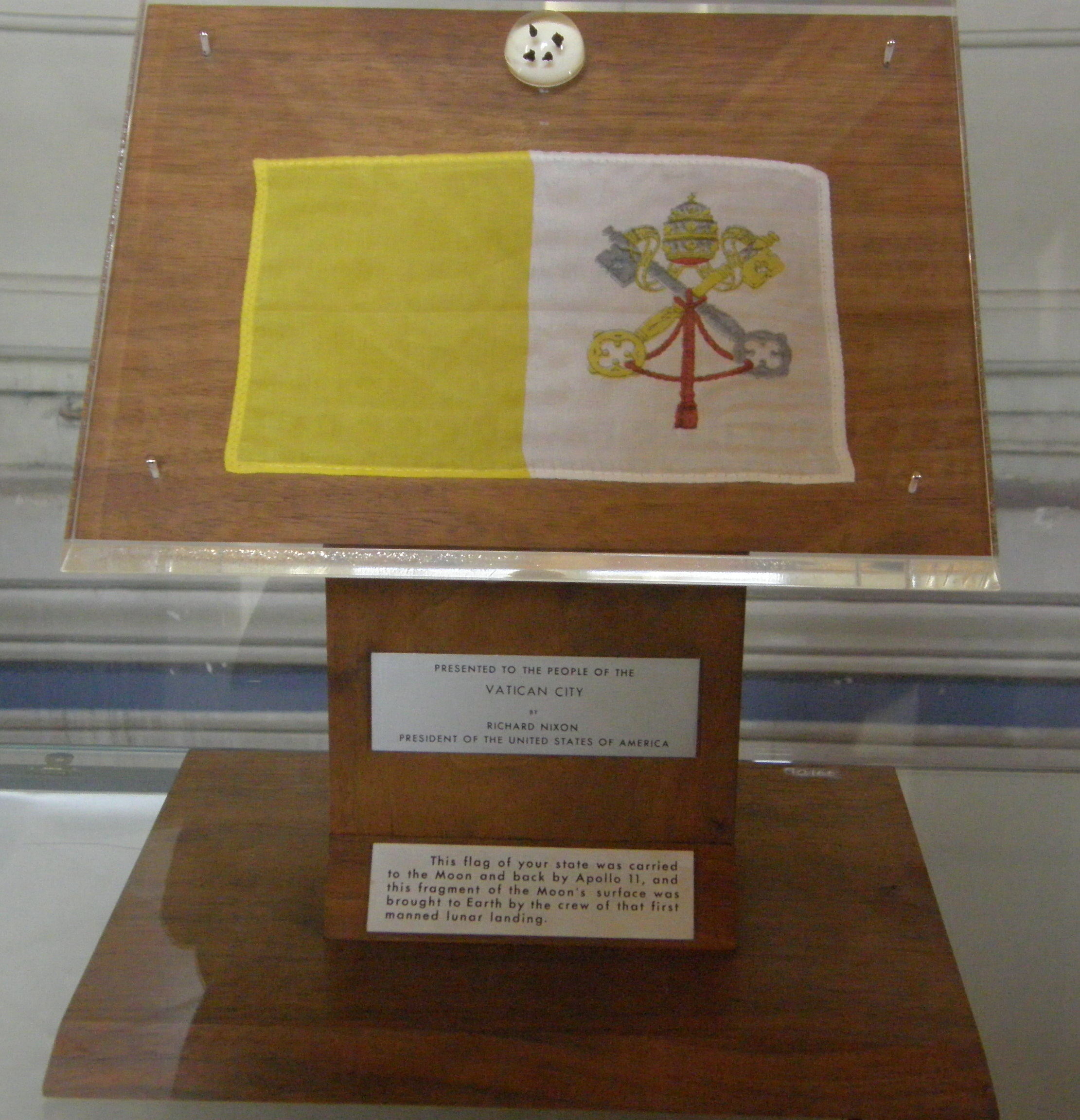
Die Flagge, die Apollo 11 zum Mond gebracht hatte, ausgestellt in den Vatikanischen Museen

Beim ersten bemannten Flug zum Mond im Juli 1969 nahm die Besatzung von Apollo 11 eine leicht abgewandelte Variante der Flagge der Vatikanstadt mit und brachte sie wieder zurück zur Erde. Bei dieser Flagge ist die Innenseite der Tiara rot ausgekleidet dargestellt, wohingegen die übliche Flagge dieses Detail weiß zeigt. US-Präsident Richard Nixon schenkte dieses Exemplar der Bevölkerung der Vatikanstadt. Es befindet sich heute in den Vatikanischen Museen und wird dort ausgestellt, zusammen mit einigen kleinen Gesteinsproben von der Oberfläche des Mondes.

## Schriftzeichen
Im Unicode-Standard kann die Flagge als Kombination der Regionalindikatoren 🇻 (Codepoint U+1F1FB im Unicodeblock Zusätzliche umschlossene alphanumerische Zeichen) und 🇦 (U+1F1E6) dargestellt werden: 🇻🇦.